# Барбареско
Барбарѐско (на италиански: Barbaresco; на пиемонтски: Barbaresch, Барбареск) е село и община в Северна Италия, провинция Кунео, регион Пиемонт. Разположено е на 274 m надморска височина. Населението на общината е 658 души (към 2010 г.).